# 退出印度演说

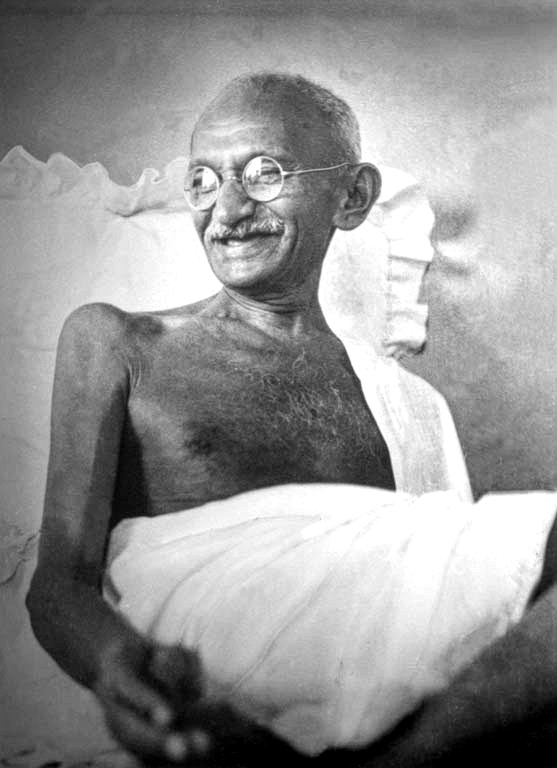
Mahatma Gandhi, 1942

退出印度演说（英語：Quit India speech）是圣雄甘地于1942年8月8日退出印度运动爆发前夕所发表的演讲，他鼓励印度人民进行坚决但不首先挑衅的抵抗，号召大家“要么行动，要么死亡”。这次演讲是在孟买的
Gowalia Tank Maidan做出的。之后不到24小时，几乎所有国大党的领导（不仅黨中央，還有地方領袖）都被监禁，很多人只能在监狱里見證这场斗争。
演講是為了支持印度獨立和結束英國殖民統治。 他呼籲基於satyagraha（“真實要求”）原則的堅定但被動的抵抗和公民不服從，這表明甘地對運動的預見性，最好用他對“做或死”的呼籲來描述。
然而，這場運動並沒有以高調結束，因為在發表演講後不到二十四小時，甘地和幾乎整個印度國大黨的領導層都被英國殖民政府以《印度防衛法》為由關押。 . 更多的國會領導人將在監獄中度過餘下的戰爭。 退出印度的演講通常被稱為在二戰戰時印度追求印度獨立的統一行動號召。

## 背景
1942年8月，印度政治家和社會活動家聖雄甘地成為退出印度運動的核心人物。他是印度國大黨的領袖，而“退出印度”運動是一場基於“satyagraha”（真實要求）的全國性抗議運動，呼籲結束英國在印度的殖民統治，通過非暴力抵抗建立印度主權，和平違反法律，1858年東印度公司在印度的領土被移交給王室控制後，該運動的發展主要是由於對英國殖民統治的不滿，最終導致印度獨立活動家與英國殖民當局之間的鬥爭達到高潮，並導致退出1942年的印度運動。
在戰爭努力中發揮了重要作用後，全國各地的公民都認為他們有權要求獨立。二戰印度經歷的影響帶來了建立中央、全國印度政府的需求，這一需求引起了全國範圍內的普遍反應，但最終被英國殖民政府忽視。
1942年8月8日，在聖雄甘地的領導下，為支持印度獨立運動，印度國民大會黨 (INC) 發表了“退出印度的呼籲”。該演講是在二戰期間發表的，呼籲結束英國殖民統治作為確保印度自由和民主成功的一種手段。
國會對戰爭的最初反應是個人公民不服從政策，後來發展成為1942年更大的退出印度運動，其特點是政府以“無情的鎮壓”鎮壓了更廣泛的公民不服從。
甘地的演講，通常被稱為退出印度演講，是在INC的主要組織機構和全印度國會委員會(AICC)批准退出印度決議之際發表的。該決議在AICC孟買會議的閉幕會議上獲得通過，授權甘地採取他認為必要的任何行動“將英國人趕出該國”。